# 皇崗口岸駅
皇崗口岸駅（こうこうこうがんえき）は、中華人民共和国深圳市福田区に位置する西麗線の駅である。近隣に皇崗口岸が存在する。

## 駅構造

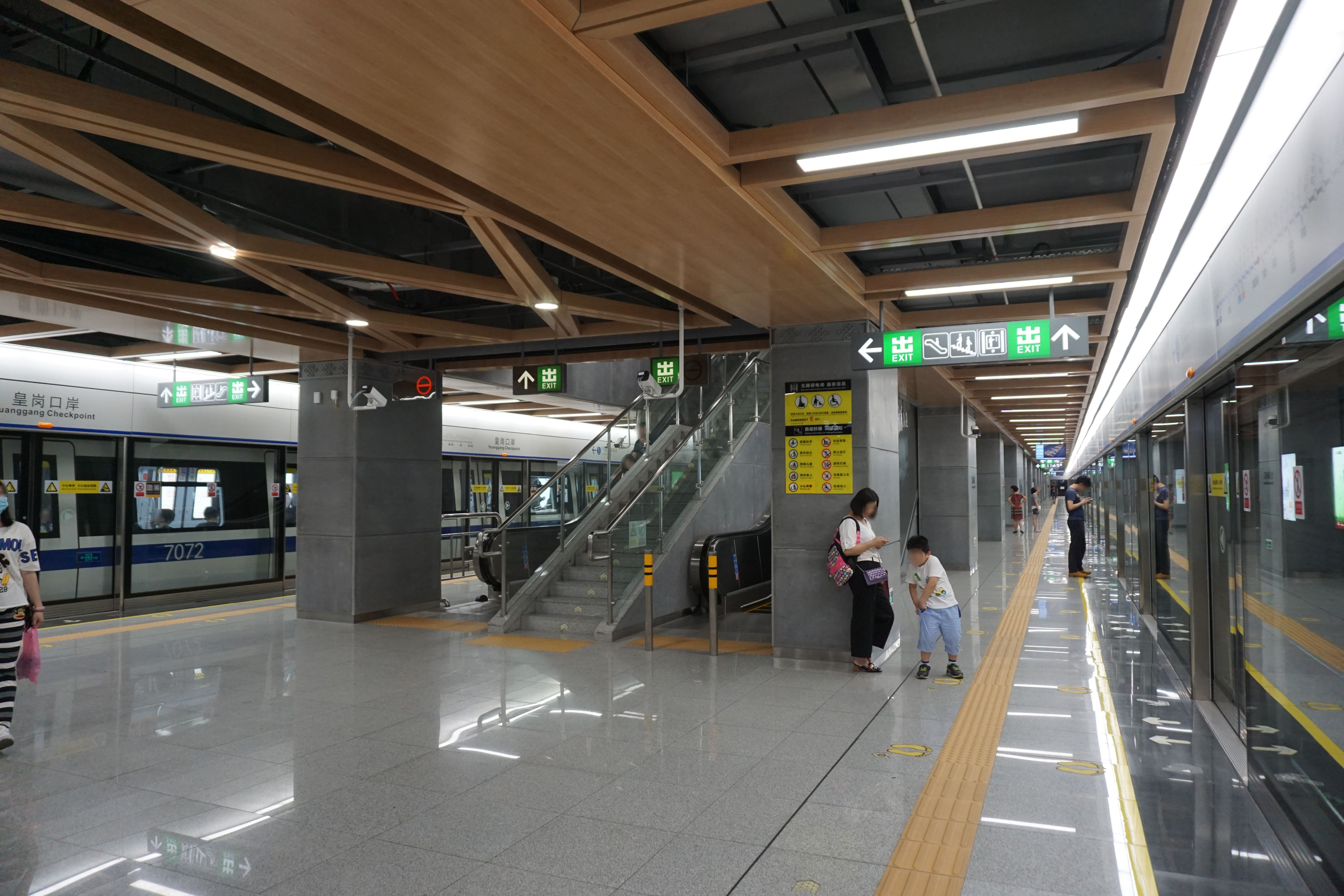
ホーム

島式ホーム1面2線の地下駅である。
|            | 7号線 麗水方面 |
| 島式ホーム |                |
|            | 7号線 太安方面 |